# Megachile mackayensis
Megachile mackayensis är en biart som beskrevs av Cockerell 1910. Megachile mackayensis ingår i släktet tapetserarbin, och familjen buksamlarbin. Inga underarter finns listade i Catalogue of Life.